# Jost Blöchliger
Jost Blöchliger (* 11. Juli 1934 in Uznach; † 26. Februar 1989 in Rüti) war ein Schweizer Kunstmaler der Region Zürichsee-Linth. Schwerpunkt seines Schaffens war die Kunst im öffentlichen Raum mit Wandmalereien, Glasfenstern und sakralen Gestaltungsarbeiten.

## Leben
Jost Blöchliger wuchs als Sohn eines Spitalverwalters in Uznach auf, mit ihm der drei Jahre jüngere Bruder und spätere Keystone-Fotograf Hans-Ulrich Blöchliger. Der Wunsch, Kunstmaler zu werden, wurde früh wach. Neben dem Zeichenunterricht in der Schule zeichnete und malte er vor allem zu Hause. Eine Vielfalt von Themen interessierte ihn, darunter auch religiöse Motive. Heinrich Danioth war einer seiner Lieblingsmaler. 1950 besuchte er die Kunstgewerbeschule in Zürich: ein Jahr Vorbereitungsklasse, vier Jahre Fachklasse für Grafik. Es folgten Studienjahre in Rom und in Paris.
Ab 1969 lebte und arbeitete Blöchliger in der Altstadt von Rapperswil am Zürichsee. Er realisierte grafische Arbeiten, Malereien, Gouachen, Zeichnungen, Mosaike, Wandmalereien, Entwürfe für Glasmalereien und schuf Lithografien. Neben Glasfenstern in verschiedenen Kirchen und Kapellen schuf er auch viele Werke für Schulhäuser, öffentliche Gebäude und für den privaten Bereich. Grosse Beachtung im Kunstrecht erregte der Rückbau seines monumentalen Werkes (keramisches Mosaik, 70 m²) in Oberwaid.
Jost Blöchliger starb nach kurzer schwerer Krankheit im Alter von nur 54 Jahren.

## Werke

### Wandbilder und Fassaden
- Amden, Milchzentrale, Sgraffito
- Andwil, Primarschulhaus, Wandbild
- Appenzell, Kollegium St. Antonius, Studentenkapelle Wandbild
- Appenzell, Hausfassade
- Altendorf, Haus Elisabeth Stocker Fassadenmalerei

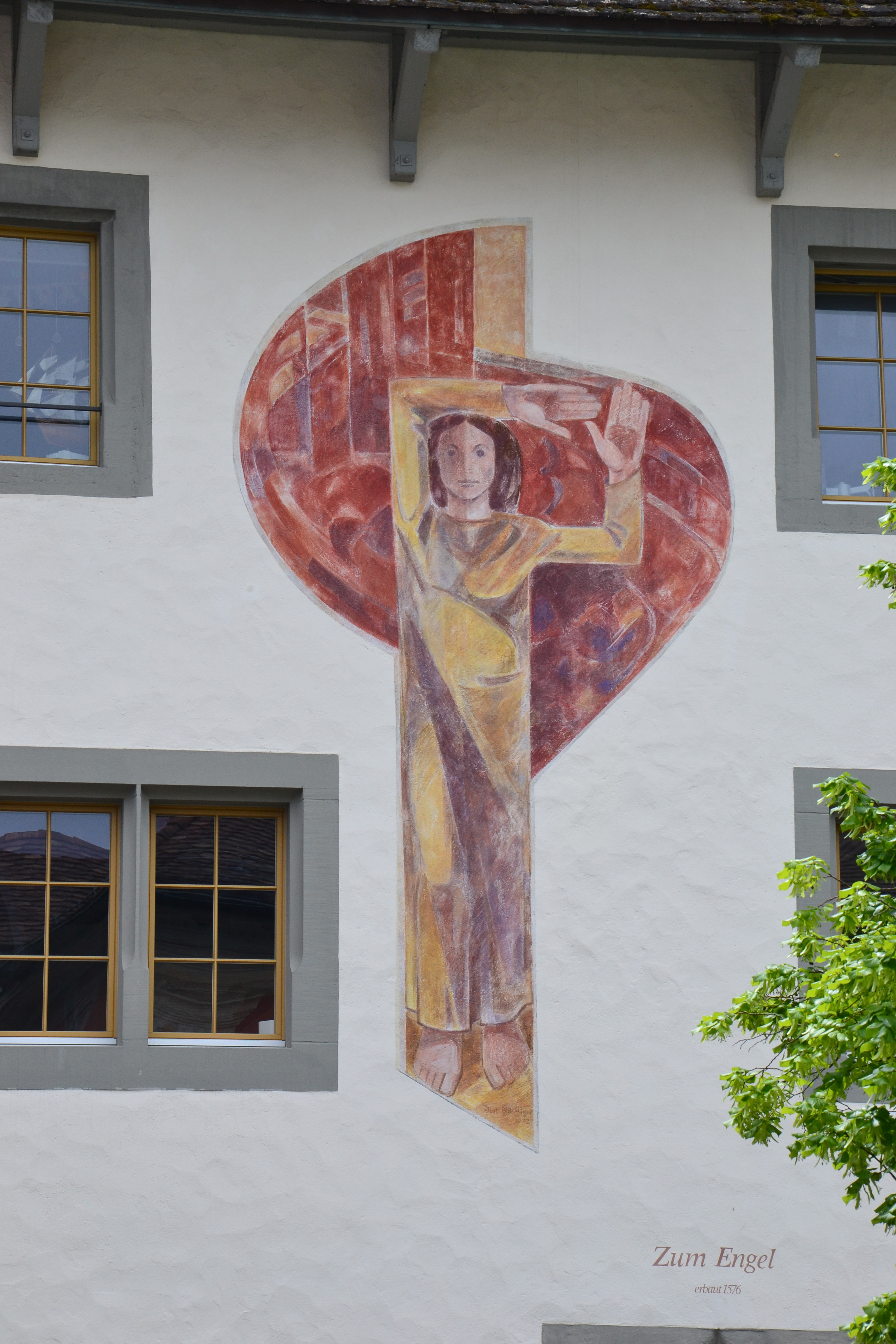
Wandmalerei zum Engel in Rapperswil

- Rapperswil, Haus zum Engel, Fassade
- Dussnang TG, Kurhaus, verschiedene Wandbilder
- Eschenbach, Wandplastik
- Eschenbach, Haus zur Alten Post, Fassadenmalerei
- Eschenbach, Severin Aschwanden, Wandmalerei
- Eschenbach, Dorftreff, Bühnenbild
- Gossau, Maurerlehrhalle Büel, diverse Wandmalereien
- Gordola, H. R. Krähenmann, Wandbild
- Hurden, Hotel Rössli, Wandbemalung
- Jona, Raiffeisenbank, Wandbild
- Jona, P. und M. Kessler-Martelli, Wandbild
- Jona, Kindergarten Hanfländer, Fassade
- Jona, Restaurant Stadttor Wandbild
- Kempraten, St. Franziskus, 2 Tafelbilder
- Kobelwald Galluskapelle, Wandgemälde
- Männedorf, Eingangshalle Cerberus, Wandbild
- Rapperswil, Haus zum Knopf, Wandmalerei
- Rapperswil, Stadtmühle, Wandmalerei

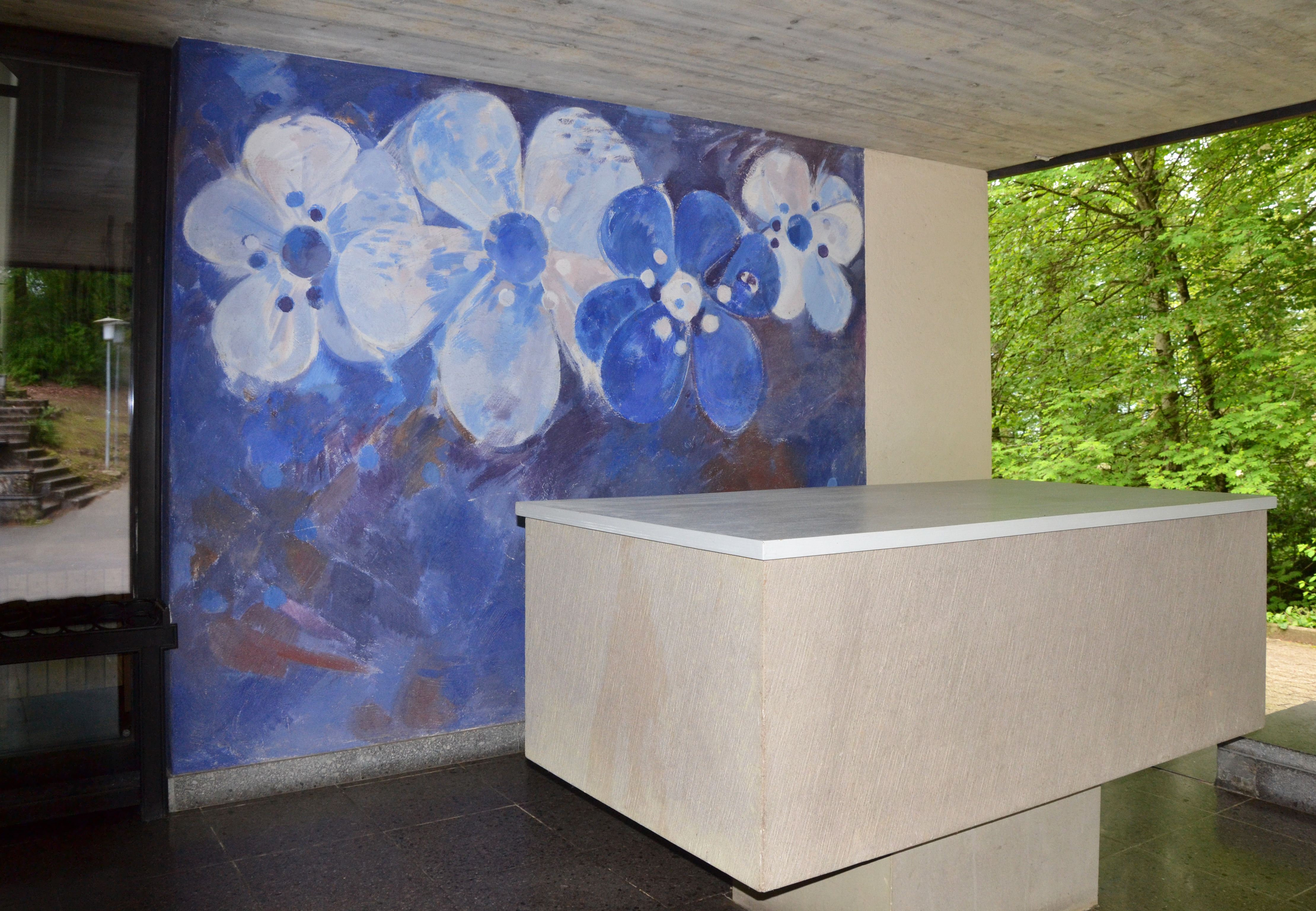
Altarbild Maria Bildstein Benken

- Rapperswil, Restaurant zum Sternen, Wandbild
- Rapperswil, Hausgang Rolf Scheck, Wandbild
- Rapperswil-Jona, Elektrizitätswerk Wandbild
- Rapperswil, Winterthur Versicherung, Wandbild
- Rapperswil, Schloss, Kleiner Rittersaal, Gräfische Collage
- Rapperswil, Restaurant Quellenhof, Wandbild
- Rüti, Schulhaus, Wandbild
- Schmerikon, Hallenbad, Wandbild 16 m²
- Schmerikon, Gemeindehaus, Wandbild
- Uznach, Pflegeheim Linthgebiet, Eingangshalle Wandbild

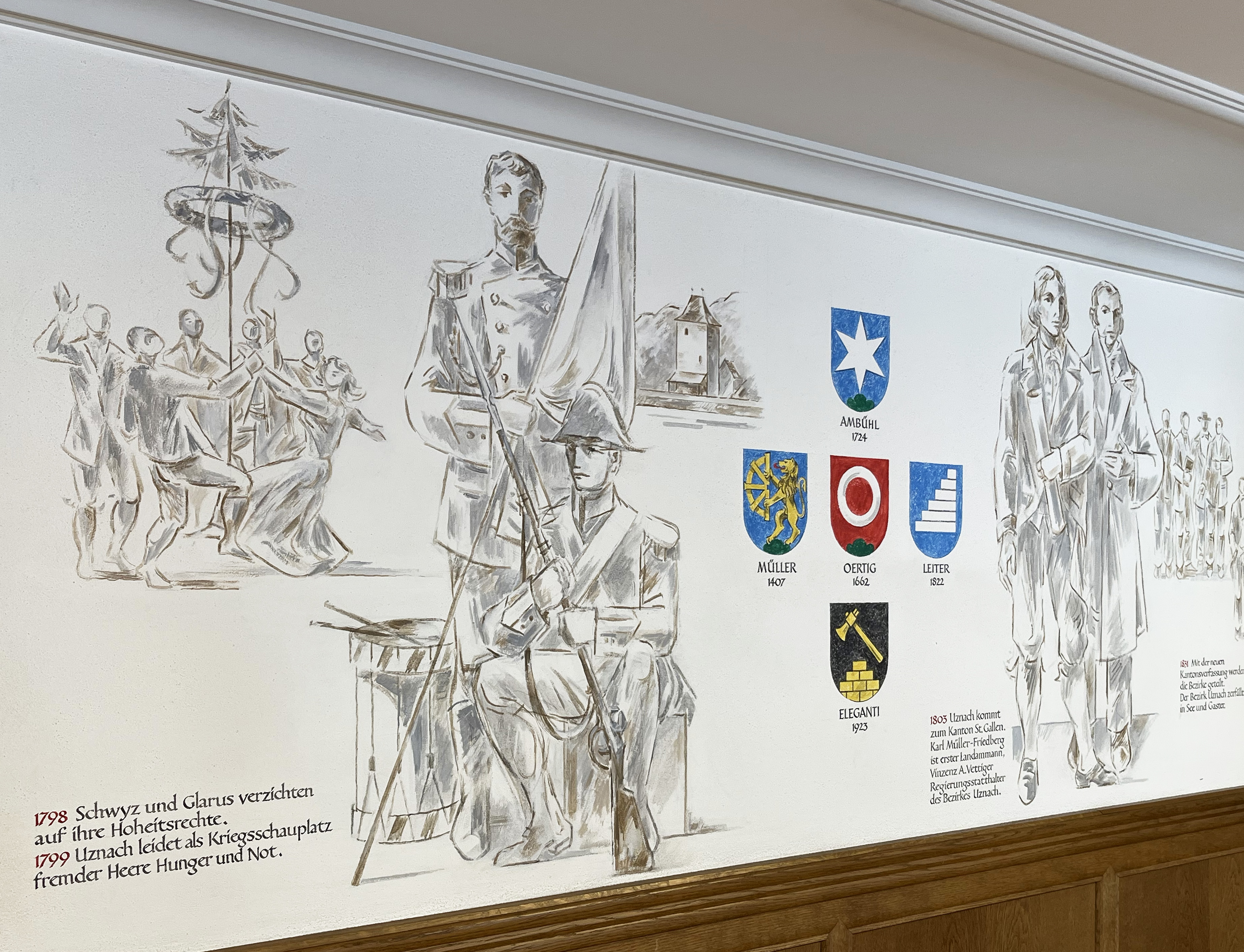
Wandmalerei im Rathaussaal Uznach

- Uznach, Schulhaus Herrenacker, Wandbild
- Uznach, Mehrzweckgebäude, Wandbild
- Uznach, Rathaus, Wandbilder
- Uznach, Architekturbüro Theo Müller, Wandbild
- Uzwil, Neue Primarschule Wandbild
- Wagen, Chr. Diethelm, Wandbild
- Wagen, Überbauung Gsteigwiese, Erkerbemalung
- Wald ZH, Hallenbad, Wandbild
- Wattwil, Kindergarten Hofjünger, Wandbild
- Wasserauen, Hotel Alpenrose Fassadenbemalung 28 Bildtafeln
- Wil, Sekundarschule Sonnenberg, Wandbild
- Wilerzell, katholische Kirche St. Josef, Deckengemälde
- Wollerau, Gemeindehaus Korporation, Wandgestaltung

### Glasfenster
- Benken, Maria Bildstein, Altarbild und Glasfenster in der Kapelle
- Effretikon, katholische Kirche, 8 Glasfenster
- Engi GL, katholische Kirche, Glasfenster
- Eschenbach, Schulhaus Kirchacker, Glasfenster
- Eschenbach, Gemeindehaus, 4 Glasfenster
- Grüningen, Wappenscheibe
- Jona, Gemeindehaus, Glasfenster Sitzungszimmer
- Kriessern, Glasfenster und monumentales Wandbild
- Mitlödi GL, katholische Kirche, Glasfenster
- Morioka/Japan, katholisches Zentrum, 14 Glasfenster
- Rapperswil, Glasfenster 750 Jahre
- Rapperswil, Handwerker und Gewerbeverein 5 Glasscheiben
- Rapperswil, Foundry Design Corp. Glasfenster
- Schmerikon, Schulhaus, Glasfenster
- Schwarzenbach SG, Konradskapelle und Taufkapelle, Glasfenster

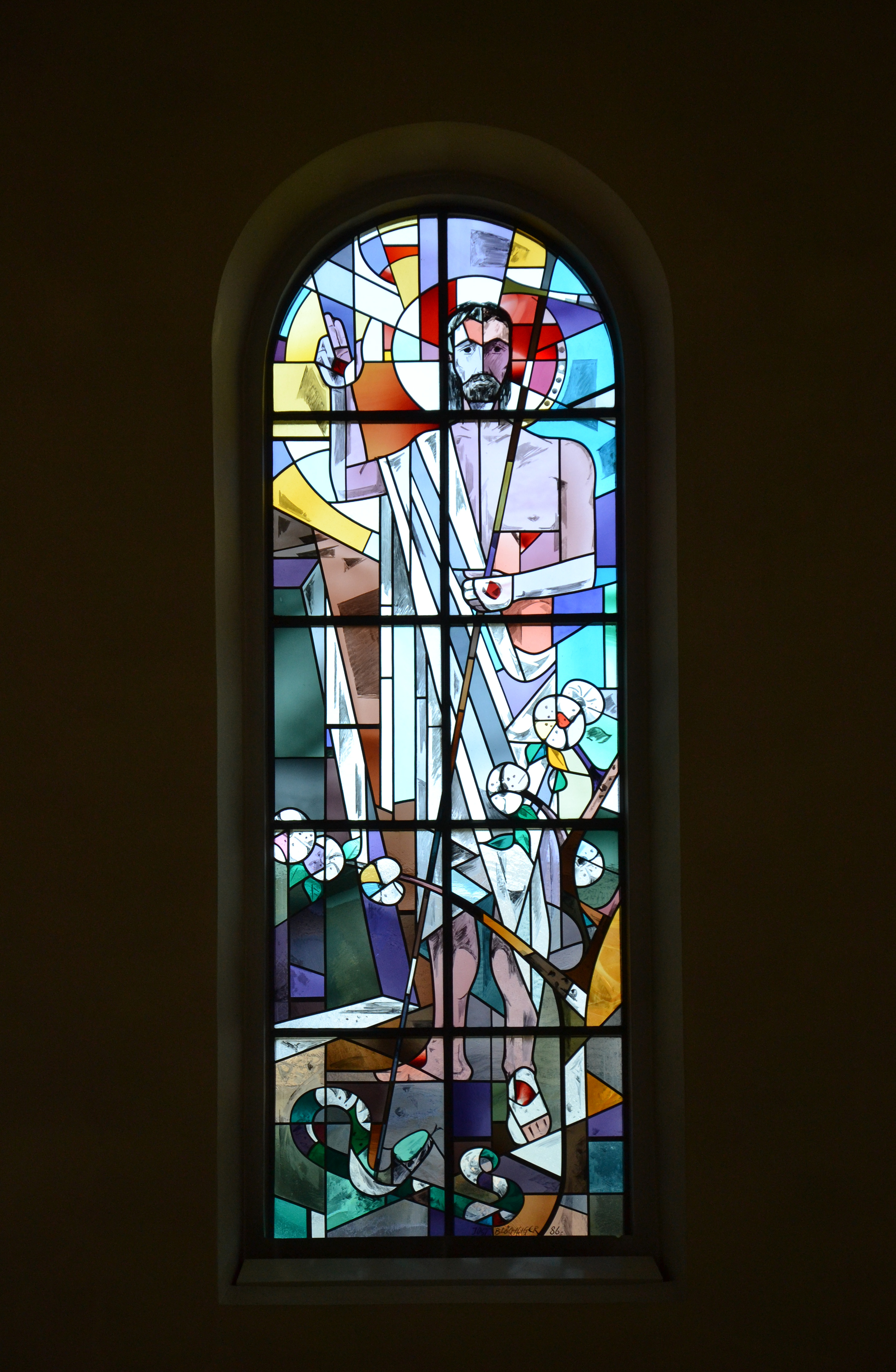
Glasfenster evang. Kirche Siebnen

- Siebnen, evangelisch-reformierte Pfarrkirche 3 Chorfenster
- Sirnach, keramisches Mosaik Krypta, Wandbild und Glasfenster
- Uznach, 2 Glasscheiben Gemeindesaal
- Uznach, Gebr. Oberholzer, 2 Glasscheiben

### Mosaike und Sakralwerke
- Busskirch, Deckenbild über der Empore
- Curio/Morella, Via Crucis, XIV. Station
- Höchst (A), Friedhofskapelle, Wandbild

- Niederurnen, katholische Kirche, Antependien Altar
- Schmerikon, Neues Schulhaus, Mosaik
- Spital Wattwil, keramisches Mosaik
- Welfensberg, Pfarrkirche, Emporenuntersicht
- Wil SG, Stadtpfarrkirche St. Nikolaus, Bild an der Emporenbrüstung

### Schilder und Beschriftungen
- Flums, Cafe Stähli, Aushängeschild
- Gossau, Restaurant Ochsen, Wirtshausschild
- Neuhaus, Restaurant Krone, Wirtshausschild
- Rapperswil, Optiker Mächler, Aushängeschild
- Rapperswil, Coiffeur Hintergass, Malerei auf Holz
- Rapperswil, Innendekorationsgeschäft Wicki, Ladenschild
- Rapperswil, Café Rosenstädter, Wirtshausschild
- Rapperswil, Café-Konditorei Egger, Ladenschild

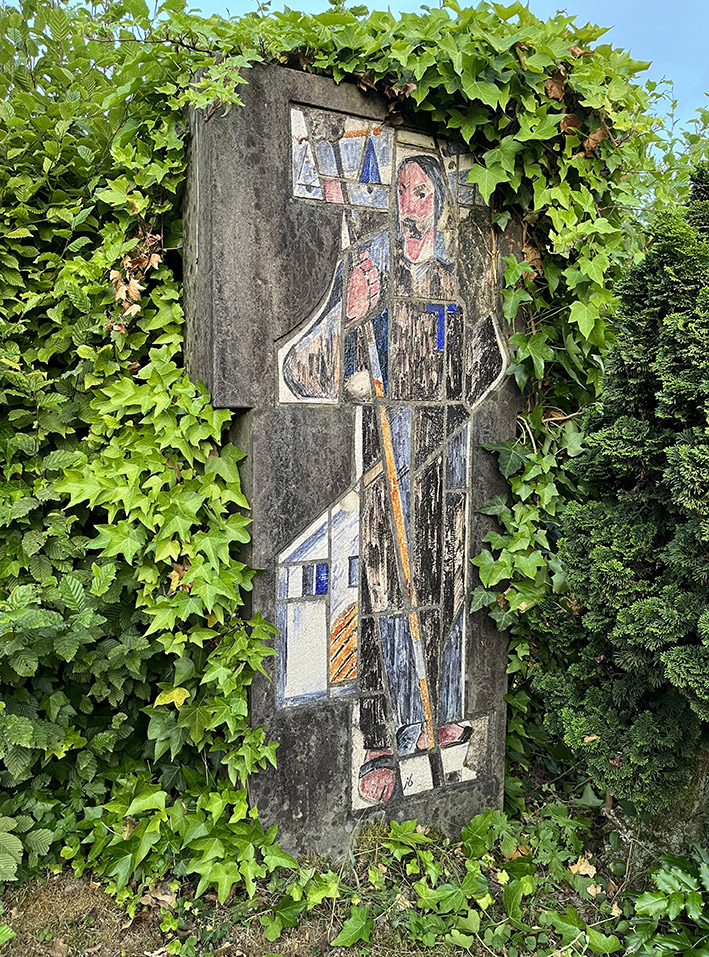
Jost Blöchligers Grabstätte in Uznach

- Schaffhausen, Bäckerei Aschinger, Aushängeschild
- Siebnen, Spielhof, Aushängeschild
- Uznach, Restaurant Blume, Wirtshausschild